# Maja Kešić
Maja Kešić (rođena 1984.), gajdašica iz Topolja. Sviranje u gajde naučila je na trogodišnjem seminaru u Vinkovcima. Svirati je počela kao ulični svirač u Osijeku, a poslije je svirala diljem Hrvatske, ali i u Somboru, Subotici, u BiH... U travnju 2006. godine nastupila je u Slovačkoj, gdje je sa svojim profesorom Stjepanom Večkovićem predstavljala Hrvatsku na međunarodnom gajdaškom festivalu, na kome su nastupili gajdaši iz 20-ak zemalja. 
Više puta gostovala je na filmskom festivalu u Orašju, a nastupila je i s tamburaškim sastavom "Ravnica" (s kojim inače svira) i na festivalu Pjesme Podravine i Podravlja u Pitomači. S nekoliko djevojaka i jednim momkom osnovala je zanimljiv sastav u kome sviraju gajde, diplice, dvojnice, cimbalo i okarinu.